# Santa Catalina la Tinta
Santa Catalina la Tinta è un comune del Guatemala facente parte del dipartimento di Alta Verapaz.
Il comune è stato istituito nel 1999, separandolo da quello di Panzós.